# Dysdera ninnii
Dysdera ninnii är en spindelart som beskrevs av Giovanni Canestrini 1868. Dysdera ninnii ingår i släktet Dysdera och familjen ringögonspindlar. Inga underarter finns listade i Catalogue of Life.